# Liste des épisodes de Gantz
Cet article liste les épisodes de l'adaptation anime Gantz, issue du manga du même nom.

## Saison 1
| No | Titre français           | Titre japonais                | Titre japonais                  | Date de 1re diffusion |
| No | Titre français           | Kanji                         | Rōmaji                          | Date de 1re diffusion |
| -- | ------------------------ | ----------------------------- | ------------------------------- | --------------------- |
| 1  | Un nouveau jour commence | 新しい朝が来た                | Atarashī Asa ga Kita            | 12 avril 2004         |
| 2  | Ce n'est pas un humain   | 人間じゃねぇ                  | Ningen Janee                    | 19 avril 2004         |
| 3  | La classe, Kei !         | 計ちゃん、すっげえ            | Kei-chan, suggee                | 19 avril 2004         |
| 4  | Les notes vont tomber    | それぢわ、 ちいてんをはじぬる | Sore ji wa, chiiten wo hajinuru | 27 avril 2004         |
| 5  | Forcément à un moment... | っていうことは あの時         | Tteiukoto wa ano toki           | 4 mai 2004            |
| 6  | Géniaaaal                | やったああああっ              | Yattaaaaa                       | 11 mai 2004           |
| 7  | Dans ma ligne de mire    | 狙ってるぜ                    | Neratteruze                     | 18 mai 2004           |
| 8  | Ça craint !              | やべぇ!                       | Yabee !                         | 25 mai 2004           |
| 9  | Je te bute illico        | ソッコー殺す                  | Sokkō Korosu                    | 1er juin 2004         |
| 10 | Yuzo ?                   | 裕三君 ?                      | Yūzō-kun ?                      | 8 juin 2004           |
| 11 | Il peut pas tirer        | あいつは撃てない              | Aitsu wa Utenai                 | 8 juin 2004           |
| 12 | Kato, attends ici        | 加藤くんは待っていて          | Katō-kun wa Matteite            | 15 juin 2004          |
| 13 | Allez mourir             | 死んで下ちい                  | Shinde Kudachī                  | 22 juin 2004          |

## Saison 2
| No | Titre français                          | Titre japonais             | Titre japonais              | Date de 1re diffusion |
| No | Titre français                          | Kanji                      | Rōmaji                      | Date de 1re diffusion |
| -- | --------------------------------------- | -------------------------- | --------------------------- | --------------------- |
| 14 | Au revoir                               | さようなら                 | Sayōnara                    | 26 août 2004          |
| 15 | Je veux y aller !                       | 早くイキてぇっ !           | Hayaku Ikitee !             | 2 septembre 2004      |
| 16 | Je m'en occupe !                        | 俺がやる !                 | Ore ga yaru !               | 9 septembre 2004      |
| 17 | On peut leur tirer dessus ?             | こいつら撃っていいんだろ ? | Koitsura utte iin'daro ?    | 16 septembre 2004     |
| 18 | Bienvenue                               | おかえり                   | Okaeri                      | 23 septembre 2004     |
| 19 | C'est quoi ce truc ?                    | なんじゃ、ありゃあっ       | Nanja, Aryaaa               | 30 septembre 2004     |
| 20 | Flingue-moi !                           | 俺を撃てっ!                | Ore wo Utee !               | 7 octobre 2004        |
| 21 | Masaru                                  | 兄ちゃん ?                 | Onii-chan ?                 | 14 octobre 2004       |
| 22 | Ne le répète jamais !                   | 二度と言うな !             | Nido to iu na !             | 21 octobre 2004       |
| 23 | L'homme Kurono !                        | 玄野星人 !                 | Kurono seijin !             | 28 octobre 2004       |
| 24 | Il n y a pas de labyrinthe sans issue ! | 出られない迷宮はないんだ   | Derarenai meikyū wa nain'da | 4 novembre 2004       |
| 25 | Rentrons ensemble                       | 生きて帰ろうぜ             | Ikite kaerō ze              | 11 novembre 2004      |
| 26 | Reste en vie !                          | 生きてくれ                 | Ikite kure                  | 18 novembre 2004      |